# Діброва Ольга Олександрівна
Ольга Олександрівна Діброва (до шлюбу — Чубрикова; Кривий Ріг, Дніпропетровська область) — українська дипломатка, кандидат філологічних наук. З 19 жовтня 2020 року до 7 квітня 2025 року Надзвичайний і Повноважний Посол України у Фінляндії, за сумісництвом — посол України в Республіці Ісландія.

## Біографія
Ольга Олександрівна Чубрикова народилася 10 березня 1977 році у місті Кривий Ріг Дніпропетровської області Української РСР.
У випускному класі виграла конкурс на навчання за кордоном — за програмою, яку спонсорував Конгрес США. Закінчила відділення сходознавства та Інституту журналістики КНУ імені Тараса Шевченка. Відвідувала курси з питань зовнішньої політики Джорджтаунського університету, Інституту європейських досліджень Бірмінгемського університету, Віденської дипломатичної академії, Женевського центру з питань політики та безпеки. Кандидат філологічних наук.
З 1999 року почала дипломатичну кар'єру. Спочатку, з вересня 1999 року до листопада 2000 року, як аташе Третього територіального управління Міністерства закордонних справ України, а згодом, до березня 2004 року перебувала на посадах аташе і третього секретаря Посольства України в Туреччині.. В період наступних 10 років Ольга Діброва перебувала на різноманітних посадах апарату міністерства і посольства в Турецькій Республіці:
- з березня 2004 року до вересня 2006 року  — другий секретар аналітичного відділу Департаменту секретаріату МЗС;
- з вересня 2006 року до квітня 2010 року  — перший секретар Посольства України в Туреччині;
- з квітня 2010 року до березня 2012 року  — радниця, начальник відділу аналізу та планування Департаменту секретаріату МЗС;
- з березня 2012 року до грудня 2015 року  — заступниця директора Другого європейського департаменту МЗС.

21 грудня 2013 року Ользі Олександрівні було присвоєно дипломатичний ранг Надзвичайного і Повноважного Посланника другого класу, а з 24 серпня 2021 року — першого класу.
З січня 2016 року до листопада 2020 року Діброва перебувала на посаді директора Департаменту державного протоколу МЗС, а з 19 жовтня 2020 року на посаді Надзвичайного і Повноважного Посла України у Фінляндії. З 15 листопада 2021 року за сумісництвом призначена також послом України в Республіці Ісландія.